# Pahlavān Koshī
Pahlavān Koshī (persiska: پَهلِوان كُشئ بُزُرگ, پهلوان کشی, Pahlavān Koshī-ye Bozorg) är en ort i Iran.   Den ligger i provinsen Bushehr, i den centrala delen av landet, 800 km söder om huvudstaden Teheran. Pahlavān Koshī ligger 16 meter över havet och antalet invånare är 1 564.
Terrängen runt Pahlavān Koshī är platt, och sluttar västerut. Runt Pahlavān Koshī är det ganska glesbefolkat, med 40 invånare per kvadratkilometer. Närmaste större samhälle är Choghādak, 8,4 km norr om Pahlavān Koshī. Trakten runt Pahlavān Koshī är ofruktbar med lite eller ingen växtlighet.